# ウィルキン郡 (ミネソタ州)
ウィルキン郡（英: Wilkin County）は、アメリカ合衆国ミネソタ州の西部に位置する郡である。2010年国勢調査での人口は6,576人であり、2000年の7,138人から7.9％減少した。郡庁所在地はブレッケンリッジ市（人口3,386人）であり、同郡で人口最大の都市でもある。ウィルキン郡は、レッド川を挟んで西隣のノースダコタ州リッチランド郡と共にワーペトン小都市圏を構成している。

## 歴史
ウィルキン郡は1858年3月8日に「トゥームズ郡」として設立された。その名前はロバート・トゥームズ（1810年-1885年）に因むものであり、トゥームズはジョージア州出身で、アメリカ合衆国下院議員（1845年-1853年）、同上院議員（1853年-1861年）を務めた後、アメリカ合衆国からの脱退を推進し、アメリカ連合国国務長官と南軍の将軍を務めた。1863年、郡はトゥームズと縁を切るために、アンドリュー・ジョンソン大統領（このときはテネシー州知事）に因んで「アンディジョンソン郡」と改名し、さらに1868年3月6日に再度現在のウィルキン郡に改名した。
郡領域はペンビナ郡（現在は廃郡）から分離され、域内からトラバース郡が生まれ、さらにクレイ郡、オッターテイル郡、グラント郡、スティーブンズ郡、ダグラス郡、ポープ郡に領域を渡して小さくなってきた。

## 地理
アメリカ合衆国国勢調査局に拠れば、郡域全面積は751.63平方マイル (1,946.7 km2)であり、このうち陸地751.43平方マイル (1,946.2 km2)、水域は0.20平方マイル (0.52 km2)で水域率は0.03％である。

### 湖
- ブレッケンリッジ湖 - ブレッケンリッジ郡区にある

### 主要高規格道路
| - 州間高速道路94号線 - アメリカ国道52号線（州間高速道路94号線の下を走っている） - アメリカ国道75号線 - ミネソタ州道9号線 | - ミネソタ州道55号線 - ミネソタ州道108号線 - ミネソタ州道210号線 |

### 隣接する郡
- クレイ郡 - 北
- オッターテイル郡 - 東
- グラント郡 - 南東
- トラバース郡 - 南
- リッチランド郡 (ノースダコタ州) - 南西
- カス郡 (ノースダコタ州) - 北西

## 人口動態

人口ピラミッド

以下は2000年の国勢調査による人口統計データである。
| 基礎データ - 人口: 7,138人 - 世帯数: 2,752 世帯 - 家族数: 1,926 家族 - 人口密度: 4人/km2（10人/mi2） - 住居数: 3,105軒 - 住居密度: 2軒/km2（4軒/mi2） 人種別人口構成 - 白人: 97.77% - アフリカン・アメリカン: 0.15% - ネイティブ・アメリカン: 0.42% - アジア人: 0.15% - 太平洋諸島系: 0.01% - その他の人種: 0.49% - 混血: 0.99% - ヒスパニック・ラテン系: 1.54% 先祖による構成 - ドイツ系：41.8％ - ノルウェー系：29.2％ 年齢別人口構成 - 18歳未満: 27.8% - 18-24歳: 7.0% - 25-44歳: 27.7% - 45-64歳: 21.5% - 65歳以上: 16.1% - 年齢の中央値: 38歳 - 性比（女性100人あたり男性の人口） - 総人口: 95.3 - 18歳以上: 96.1 | 世帯と家族（対世帯数） - 18歳未満の子供がいる: 35.2% - 結婚・同居している夫婦: 59.5% - 未婚・離婚・死別女性が世帯主: 7.0% - 非家族世帯: 30.0% - 単身世帯: 25.9% - 65歳以上の老人1人暮らし: 13.4% - 平均構成人数 - 世帯: 2.54人 - 家族: 3.09人 収入と家計 - 収入の中央値 - 世帯: 38,093米ドル - 家族: 46,220米ドル - 性別 - 男性: 31,273米ドル - 女性: 20,925米ドル - 人口1人あたり収入: 16,873米ドル - 貧困線以下 - 対人口: 8.1% - 対家族数: 6.2% - 18歳未満: 8.9% - 65歳以上: 8.3% |

## 都市と郡区
| 都市 | 郡区 | 郡区 | 未編入の町     |  | ゴーストタウン |
| --- | --- | --- | -------------- |  | -------------- |
| - ブレッケンリッジ - 郡庁所在地 - キャンベル - ドーラン - フォックスホーム - ケント - ナシュア - ロスセイ † - テニー - ウォルバートン | - アクロン - アンドレア - アサートン - ブラッドフォード - ブランドラップ - ブレッケンリッジ - キャンベル - チャンピオン - コネリー - ディアホーン - フォックスホーム | - マンストン - マッコーリービル - メドウズ - ミッチェル - ニルセン - ノーディック - プレーリービュー - ロバーツ - サニーサイド - タンバーグ - ウォルバートン | - ローンデール |  | - チャイルズ   |

- † ロスセイ市はウィルキン郡とオッターテイル郡に跨っている